# Rogier-Pathie
Rogier-Pathie, conegut també com Roger Patye o Mestre Roger (vers el 1510-1564) fou un organista i mestre de capella neerlandès.
Organista de la capella de Maria d'Habsburg, germana de Carles V, reina d'Hongria i governadora dels Països Baixos. Ocupà aquell càrrec pels anys 1538-1539. Va compondre motets, cançons i altres obres, que figuren en diverses col·leccions. En, el 1535, en documents de Maria d'Habsburg, és descrit com «Maistre Rogier Pathie, organista de la reina de França», que era Elionor d'Habsburg, germana de Maria d'Hongria. Anteriorment, però, hi ha documents de 1533 que diuen que és nomenat organista de la cort de Francesc I.
A partir de 1539, el seu nom ja no apareix com a membre de la capell, però és esmentat en altres funcions de la cort de la reina Maria. Se sap que el 1542 va reclutar un grup de cantaires per a l'emperador Carles, que el 1555 va anar a Espanya amb el governador. Aleshores era ja tresorer de la cort i entre les seves tasques, s'havia d'ocupar de reclutar cantants per a la cort o organitzar espectacles. El 1560, Felip II va nomenar-lo governador del castell d'Aranjuez. El seu treball devia estar ben retribuït perquè el 1553, ell i la seva esposa, Catarina van Bombergen, van comprar una finca.
S'han conservat algunes de les seves composicions impreses i també algunes en el manuscrit original. En les recopilacions franceses es pot trobar amb el nom de Roger Patie, Rogier Pathie i Mestre Rogier. Les primeres cançons, publicades per l'impressor francès Attaingnant, és molt probable que fossin compostes mentre era a la cort de França.
Entre els seus motets hi figura el titulat Santo tempore vobiscum, en quatre parts i entre les seves cançons n'hi ha una que porta per títol Si pur, ti guardo, molt famosa.